# Bahnbetrieb

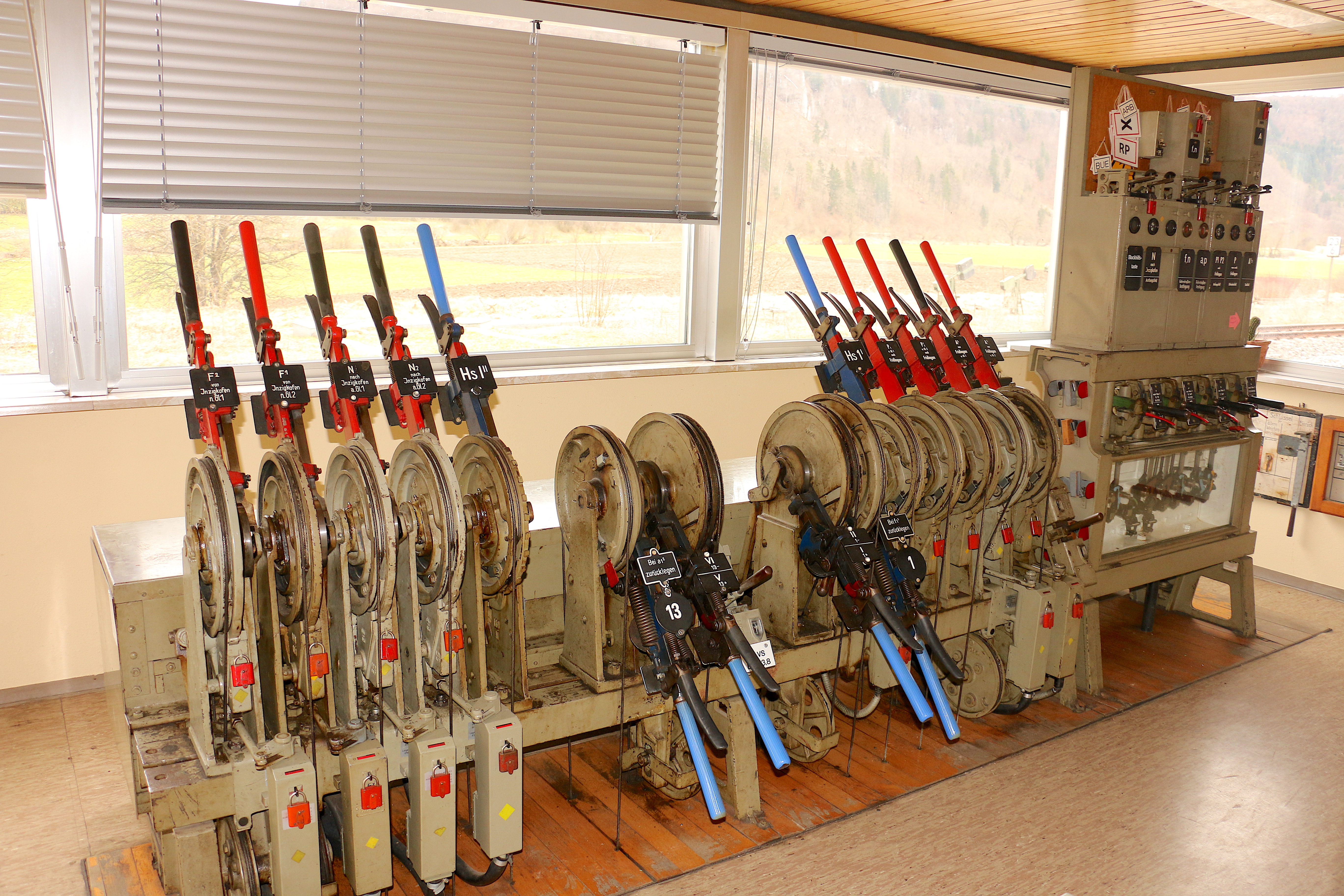
Beispiel eines Arbeitsortes eines Fahrdienstleiters (Bahnhof Hausen i Tal)

Der Begriff Bahnbetrieb, früher Betriebsdienst oder Eisenbahnbetriebsdienst, umfasst alle Tätigkeiten, die mit der Durchführung des Fahrbetriebes bei einer Eisenbahn zusammenhängen. Es geht dabei im weitesten Sinne um alles, was mit dem Betrieb der Eisenbahn zusammenhängt.
Seit der Zusammenfassung und Privatisierung der Deutschen Bundesbahn und der Deutschen Reichsbahn zur Deutschen Bahn AG wird der Wortteil „-dienst“ vermieden, weil er an eine Behörde erinnert. Aus dem Terminus „Betriebsdienst“ wurde daher „Bahnbetrieb“.

## Allgemeines
Schienenfahrzeuge sind auf den Schienen spurgeführt. Sie können den eingestellten Fahrweg nicht verlassen oder gar unvermittelt ausweichen, wie etwa Straßenfahrzeuge. Daher regeln eine Vielzahl von Betriebsvorschriften, wann und unter welchen Bedingungen Züge oder Rangierabteilungen fahren dürfen, ohne dass es zu Zusammenstößen, Auffahrten oder sonstigen gefährlichen Ereignissen (früher: Bahnbetriebsunfall) kommen kann. Der Triebfahrzeugführer erhält hierfür genau definierte Aufträge und Informationen über Signale. Umfangreiche Leit- und Sicherungstechnik in den Stellwerken und Außenanlagen schließt Signale gegeneinander aus, die zu einer gefährlichen Bewegung führen würden. Korrespondierende Technik auf den Triebfahrzeugen kann Fahrten gegen Signale durch Zwangsbremsung stoppen, sofern Fahrzeuge und Strecken damit (z. B. mit Zugbeeinflussungstechnik) ausgerüstet sind.

### Tätigkeiten (Auswahl)
Zum Bahnbetrieb zählen alle Maßnahmen und Tätigkeiten, die das Bewegen von Fahrzeugen zum Zweck der Bildung, Beförderung und Auflösung der Züge, die Durchführung von Kleinwagenfahrten sowie die Bedienung der Zusatzanlagen betreffen.
- Vorbereitende Tätigkeiten, wie das Erstellen von Fahrplänen
- Bahnbetrieb auf den Betriebsstellen, dazu gehört das Durchführen der Zugfahrten, das Rangieren, das Bedienen der Stellwerke, das Einstellen und Sichern der Fahrwege und Fahrstraßen
- Begleiten von Zügen, dazu gehören die Aufgaben der Triebfahrzeugführer und Triebfahrzeugbegleiter, Zugführer und Zugschaffner und
- Rangieren, insbesondere die Arbeiten, die beim „Bilden“ (Zusammenstellen) und Auflösen der Züge, beim Bereitstellen von Güterwagen zum Be- und Entladen und beim Zuführen und Abholen von Reisezug- und Güterwagen zu und von den Werkstätten und Abstellanlagen anfallen.

### Gliederung
In der Vergangenheit erfolgte eine Gliederung des Betriebsdienstes in den inneren und äußeren Dienst. Der innere Dienst umfasst dabei die Leitung, Planung und Überwachung, während der äußere Dienst als zentrales Element den Fahrdienst beinhaltet. Der Fahrdienst wiederum gliedert sich in den Fahrdienst auf den Betriebsstellen, Zugförderdienst (auch Lokomotivfahrdienst oder Zugfahrdienst genannt) und den Rangierdienst (auch Verschiebedienst genannt).
Der Fahrdienst auf den Betriebsstellen umfasst folgende Tätigkeiten:
- die Regelung der Zugfolge,
- die Überprüfung des Fahrwegs auf den Bahnhöfen und der freien Strecke auf Freisein von Schienenfahrzeugen oder sonstigen Hindernissen und
- die Fahrstraßenbildung und -festlegung einschließlich der Signalisierung oder Befehlserteilung für Zug- und für Rangierfahrten.

Bei einigen Bahnverwaltungen wurde auch der Rangierdienst als Teil des Fahrdienstes auf den Betriebsstellen gezählt.
Zum Zugförderdienst gehören das Bereitstellen der Triebfahrzeuge, des Triebfahrzeugpersonals mit den technischen Vorbereitungs- und Abschlussarbeiten an den Triebfahrzeugen sowie das Befördern der Züge (Zugförderung).
Im weiteren Sinne gehören zum Betriebsdienst außerdem:
- Instandhaltung und Störungsbeseitigung an Bahnanlagen (z. B. Gleisanlagen, Sicherungsanlagen, Fahrleitungsanlagen)
- Wagenuntersuchung und -Instandhaltung, auch technischer Wagendienst
- Abfertigung von Personen, Gepäck und Gütern

### Regelbetrieb
Von Regelbetrieb spricht man, wenn alle technischen Einrichtungen der Eisenbahninfrastruktur und die Schienenfahrzeuge funktionieren und die Schienenfahrzeuge gemäß dem vorgesehenen Betriebsablauf bewegt werden.

### Abweichungen vom Regelbetrieb
Muss vom Regelbetrieb abgewichen werden, spricht man von Abweichungen. Man unterscheidet zwischen planmäßigen und unplanmäßigen Abweichungen. Planmäßige Abweichungen vom Regelbetrieb sind beispielsweise planmäßige Gleissperrungen oder betriebliche Maßnahmen, die sich aus Bauarbeiten ergeben. Unplanmäßige Abweichungen treten bei Betriebsstörungen auf. Dies ist der Fall, wenn:
- technische Einrichtungen gestört sind (deren Funktionen müssen durch andere Maßnahmen ersetzt werden, um die gleiche Sicherheit für weitere Fahrten zu gewährleisten),
- Zug- oder Rangierfahrten nicht ordnungsgemäß beendet wurden,
- ein Gefährliches Ereignis eingetreten ist oder
- sonstige Unregelmäßigkeiten auf den Fahrwegen oder an Fahrzeugen bemerkt wurden.

Auch für diese Abweichungen vom Regelbetrieb gibt es genau definierte Handlungsabläufe, an die alle beteiligten Betriebseisenbahner gebunden sind. Über Streckenfernsprecher oder Zugfunk werden dann mündliche oder schriftliche Informationen, Aufträge oder Befehle übermittelt.

## Betriebseisenbahner
Betriebseisenbahner sind operative Beschäftigte, denen nach Betriebsvorschriften festumrissene Aufgaben mit eigener Verantwortung übertragen sind. Bei der Ausführung ihrer Tätigkeiten ist der oberste Grundsatz die Gewährleistung der Sicherheit für Reisende, Transportgüter und die Eisenbahn selbst.
Beispiele für Betriebseisenbahner sind:
- Fahrdienstleiter
- Weichenwärter
- Triebfahrzeugführer
- Zugführer

Es kann jeweils Aufgaben übertragen an andere, betrieblich ausgebildete bzw. eingewiesene Mitarbeiter (z. B. Schrankenwärter, Zugmelder, Zugvorbereiter, Rangierbegleiter, Rangierer, Zugschaffner, örtliche Aufsicht).
Früher fiel dieses und weiteres, so genanntes dispositives (flexibel einsetzbares) Personal unter den Begriff Betriebseisenbahner.
Betriebseisenbahner haben einen direkten Einfluss auf die Betriebssicherheit. Daher gelten für sie besondere Anforderungen. Diese umfassen in der Regel ein Mindestalter, die Tauglichkeit (Seh- und Hörvermögen, Farbtüchtigkeit) sowie die psychologische Eignung (Reaktionsvermögen, Konzentrationsfähigkeit, Belastbarkeit). Die notwendigen Kenntnisse erhalten Betriebseisenbahner im Rahmen einer Ausbildung und/oder Fortbildung. In Deutschland bringt der Ausbildungsberuf Eisenbahner im Betriebsdienst heute überwiegend Fahrdienstleiter und Triebfahrzeugführer hervor.
Eisenbahnbetriebsleiter (EBL) leiten und überwachen die sicherheitsrelevanten Abläufe in einem Eisenbahnunternehmen.

## Betriebsvorschrift
Betriebsvorschriften sind wichtige betriebliche Regelwerke und Arbeitsanweisungen für die Betriebseisenbahner. Sie dienen zur Koordination der Tätigkeiten aller beteiligten Bereiche und sind verbindlich. Verstöße gegen die Inhalte können Leben und Gesundheit von Menschen gefährden sowie zu schwerwiegenden Schäden an Transportgütern und der Umwelt führen.

### Deutschland
In Deutschland gelten u. a. folgende Betriebsvorschriften:
- Fahrdienstvorschrift (Richtlinie 408) bzw. Fahrdienstvorschrift für Nichtbundeseigene Eisenbahnen
- Signalbuch
- Signalanlagen bedienen (Richtlinie 482)
- Unfallverhütungsvorschriften (GUV)
- Sammlung betrieblicher Vorschriften
- Streckenbuch

### Schweiz
Die vom Bundesamt für Verkehr herausgegebene Fahrdienstvorschrift (FDV) ist das zentrale Regelwerk für die Betriebseisenbahner in der Schweiz. Die FDV gilt für alle schweizerischen Eisenbahnen sowie für alle Bahnen, die schweizerische Eisenbahninfrastrukturen benutzen.

## Betriebsverfahren
Als Betriebsverfahren oder Betriebsform wird ein System betrieblicher Regeln und technischer Mittel zur Durchführung von Fahrten mit Eisenbahnfahrzeugen auf einer Eisenbahninfrastruktur bezeichnet.

## Betriebssteuerung
Die Steuerung des Bahnbetriebs erfolgt in Europa traditionell mit örtlich besetzten Betriebsstellen durch eine dezentrale Fahrdienstleitung. Diese werden zunehmend durch eine zentralisierte Betriebssteuerung abgelöst.
Bei einer dezentralen Fahrdienstleitung obliegt den örtlichen Fahrdienstleitern die eigenverantwortliche Regelung des Betriebsablaufs in ihrem jeweiligen Steuerbereich. Dazu zählen auch unmittelbare Bedienhandlungen wie das Einstellen von Fahrstraßen sowie die Disposition des Betriebsablaufs in ihrem Steuerbereich. Zur Abstimmung des Betriebes zwischen benachbarten Betriebsstellen ist ein Austausch von Zugmeldungen zwischen den Fahrdienstleitern erforderlich.
Auf hochbelasteten Strecken und in größeren Knotenpunkten ist eine über die örtliche Fahrdienstleitung hinausgehende Disposition erforderlich, da die einzelnen Fahrdienstleiter lediglich eine auf den eigenen Steuerbereich begrenzte Sichtweise aufweisen. Die Disponenten erhalten die notwendigen Informationen von den örtlichen Fahrdienstleitern mittels fernmündlicher Zuglaufmeldungen oder mittels technischer Meldeeinrichtungen. Basierend auf der vorliegenden Betriebssituation erteilen die Disponenten entsprechende Anweisungen zur Regelung der Zugfolge, wie z. B. das Verlegen von Zugkreuzungen und Überholungen, um den Betrieb aufrechtzuerhalten.